# Килиманджара
«Килиманджара» — российский комедийный фильм Екатерины Телегиной от продюсерской компании Sreda. В главных ролях: Павел Прилучный и Ирина Старшенбаум. Выход в широкий прокат в России состоялся 19 июля 2018 года.

## Сюжет
Фильм рассказывает о красивой девушке Марусе, которая отправляется в Азербайджан, чтобы найти своего возлюбленного, который по непонятным причинам не прибыл на свадьбу.

## В ролях
- Ирина Старшенбаум — Маруся
- Павел Прилучный — Тимур
- Артём Сучков — Дима
- Тимофей Трибунцев — Лёша
- Мария Смольникова — Ксюша
- Таир Иманов — майор Мамедов
- Максим Виторган — капитан Мамедов
- Владимир Епифанцев — муж Ксюши
- Варвара Бородина — Рита
- Ирина Горбачёва
- Мурад Мамедов